# Kim Collins
Kim Collins (* 5. dubna 1976) je atlet, sprinter pocházející z ostrovního státu Svatý Kryštof a Nevis.
V roce 2003 získal stříbro na halovém MS v Birminghamu (60 m) a v Paříži se stal mistrem světa v závodě na 100 metrů. O dva roky později na MS v Helsinkách bral bronz.
Sportovní kariéru ukončil po letní sezóně v roce 2009. O rok později se však znovu vrátil a na světovém šampionátu v jihokorejském Tegu v roce 2011 vybojoval dvě bronzové medaile (100 m, 4×100 m).

## Kariéra

### Letní olympijské hry
Čtyřikrát reprezentoval na letních olympijských hrách, medaili se mu však vybojovat nepodařilo. Nejhoršího výsledku dosáhl na své první olympiádě v Atlantě 1996, kde skončil ve čtvrtfinálovém běhu.
V Sydney 2000 se zúčastnil rovněž závodu na 200 metrů, do finále však nepostoupil, když v semifinále skončil na celkovém jedenáctém místě. Ve finále stovky doběhl na sedmém místě v čase 10,17 s. Olympijský vítěz Maurice Greene zvítězil v čase 9,87 s. O čtyři roky později v Athénách ve finále stovky proběhl cílem v čase rovných deseti sekund a skončil šestý.
V roce 2008 na olympiádě v Pekingu zkoušel štěstí v obou disciplínách. Na kratší trati neprošel do finále, když v semifinálovém běhu obsadil páté, nepostupové místo výkonem 10,05 s. Běh vyhrál Usain Bolt v čase 9,85 s. Collins se naopak dostal do osmičlenného finále na dvojnásobné trati. V něm původně doběhl na posledním, osmém místě v čase 20,59 s, nakonec však skončil šestý. Hned po doběhu byl diskvalifikován Američan Wallace Spearmon a brzy i Churandy Martina z Nizozemských Antil. Oba vyšlápli ze svých drah.
| Olympijské hry | Místo konání      | Umístění    | Výkon | Disciplína |
| -------------- | ----------------- | ----------- | ----- | ---------- |
| LOH 1996       | Atlanta, USA      | čtvrtfinále | 10,34 | 100 m      |
| LOH 2000       | Sydney, Austrálie | 7.          | 10,17 | 100 m      |
| LOH 2000       | Sydney, Austrálie | semifinále  | 20,57 | 200 m      |
| LOH 2004       | Athény, Řecko     | 6.          | 10,00 | 100 m      |
| LOH 2008       | Peking, Čína      | semifinále  | 10,05 | 100 m      |
| LOH 2008       | Peking, Čína      | 6.          | 20,59 | 200 m      |

## Osobní rekordy
- Kim Collins na stránkách Světové atletiky (anglicky)
- 100 m – 9,96 s – 20. července 2014, Londýn
- 200 m – 20,20 s – 9. srpna 2001, Edmonton
- 200 m (hala) – 20,52 s – 10. března 2000, Fayetteville, Arkansas